# Emma Kronberg
Emma "Korken" Kronberg, född 7 juli 1982, är en svensk högermittfältare i bandy i Kareby IS. Tidigare har hon spelat för Grängesbergs BK, Sandvikens AIK och Västerstrands AIK.
Kronberg utsågs till årets tjej i svensk bandy säsongerna 2005/2006 och 2006/2007.
Emma Kronberg representerade Sveriges landslag i de sju första världsmästerskapen som har arrangerats för kvinnor: 2004, 2006, 2007, 2008,   2010, 2012 och 2014.

## Klubbar
| Säsong    | Klubb             |
| --------- | ----------------- |
| 2003/2004 | Sandvikens AIK    |
| 2004/2005 | Västerstrands AIK |
| 2005/2006 | Västerstrands AIK |
| 2006/2007 | Västerstrands AIK |
| 2007/2008 | Västerstrands AIK |
| 2009/2010 | Sandvikens AIK    |
| 2010/2011 | Kareby IS         |